# Inde aux Jeux olympiques d'été de 1928
L'Inde en tant que Raj britannique  participe aux Jeux olympiques d'été, organisés à Amsterdam, pour la 4e fois de son histoire olympique. Elle est représentée par une délégation exclusivement masculine de 21 athlètes qui concourent dans 2 sports :  Athlétisme et  Hockey sur gazon. En dépit de cette représentation relativement faible numériquement, les Indiens remportent le titre olympique en  Hockey sur gazon, leur unique médaille. Ce qui leur vaut d’intégrer le tableau des nations, en vingt-quatrième position.

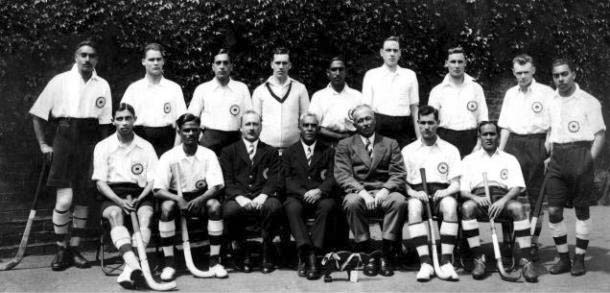
L'équipe de Hockey sur gazon indienne championne olympique.

## Les médaillés
| Médaille      | Nom | Sport            | Épreuve |
| ------------- | --- | ---------------- | ------- |
| Médaille d'or | Richard Allen Michael Rocque Leslie Hammond Rex Norris Broome Pinniger Sayed Yusuf Michael Gateley George Marthins Dhyan Chand Frederic Seaman William Goodsir-Cullen Feroze Khan Ali Shaukat Jaipal Singh Munda | Hockey sur gazon |         |

## Sources
- (fr) Bilan de l’Inde sur le site du Comité international olympique
- (en) Bilan complet de l’Inde sur le site olympedia.org